# هیرویوکی نیشیموتو
هیرویوکی نیشیموتو (انگلیسی: Hiroyuki Nishimoto; ۳ ژانویهٔ ۱۹۲۷ – ۱۹ آوریل ۲۰۱۵) صداپیشگی در ژاپن، بازیگر تئاتر، بازیگر سینما، و بازیگر تلویزیون اهل ژاپن بود.